# Kaketoes
De kaketoes (Cacatuidae) vormen een familie van 22 soorten. Samen met de families Psittacidae (papegaaien van Afrika en de Nieuwe Wereld), Psittaculidae (papegaaien van de Oude Wereld) en de Strigopidae (Nieuw-Zeelandse papegaaien) vormen zij de orde van papegaaiachtigen (Psittaciformes).Er wordt wel gezegd dat de naam "kaketoe" is gebaseerd op het Maleise woord voor oudere zus ("kakak tua"), maar de naam is waarschijnlijk niet meer dan een klanknabootsing. In dat Maleis is het woord ook "nijptang" gaan betekenen. Dit slaat op hun bijzonder sterke, kromme snavel.

## Beschrijving
Kaketoes hebben vele kenmerken gemeen met andere papegaaien, waaronder de gebogen snavel en de voeten met twee tenen voorwaarts en twee tenen achterwaarts. De families verschillen echter op een aantal anatomische punten van elkaar. Zo hebben kaketoes een vaak spectaculaire kuif die opgezet kan worden en hebben ze niet de speciale veertextuur die veel papegaaien hun regenboogkleurige kleuren geeft. Kaketoes zijn gemiddeld groter dan papegaaien.
Alle kaketoesoorten zijn in het bezit van een kuif die soms overeind staat. De kuif heeft soms een andere kleur dan het lichaam. Zo heeft de rozeachtige molukkenkaketoe een oranje kuif en de witte grote geelkuifkaketoe een gele kuif.
Het lichaam van vrijwel alle kaketoesoorten is effen gekleurd (meestal wit) en er is geen verschil te zien tussen het verenkleed van mannetjes en vrouwtjes. Vrouwelijke kaketoes hebben soms lichter gekleurde ogen (roodbruin) dan de mannetjes (donkerbruin). De valkparkiet is de kleinste kaketoe.

## Leefgebied
Kaketoes hebben als familie een veel beperkter leefgebied dan de papegaaien. In het wild komen ze voor in het gebied van de Filipijnen en de oostelijke eilanden van Indonesië tot Nieuw-Guinea, de Salomonseilanden en Australië.

## Gedrag
De kuif van de kaketoe wordt bij agressie, angst en opwinding overeind gezet. Hierdoor krijgt de vogel een meer imponerend uiterlijk. Dit wordt versterkt door wild heen en weer te bewegen en vleugels en staartveren uit te spreiden.
Kaketoes zijn speelse en zeer aanhankelijke vogels die zich, in tegenstelling tot andere papegaaiachtigen, hechten aan meerdere personen. De meeste soorten zijn behoorlijk vernielzuchtig en zeer luidruchtig. Het geluid van een Molukkenkaketoe kan oplopen tot 130 decibel.

## Taxonomie
De familie van de kaketoes telt zeven geslachten met in totaal 22 soorten:
- Cacatua (13 soorten waaronder de grote geelkuifkaketoe)
- Callocephalon (1 soort: de helmkaketoe)
- Calyptorhynchus (2 soorten: raafkaketoes)
- Eolophus (1 soort: roze kaketoe)
- Probosciger (1 soort: zwarte kaketoe)
- Nymphicus (1 soort: valkparkiet)
- Zanda (3 soorten raafkaketoes)

Het geslacht Lophochroa met 1 soort, de incakaketoe, is opgegaan in Cacatua.

### Cladogram
Het volgende cladogram geeft de relaties weer tussen de families en is gebaseerd op een onderzoek uit 2023:
|  | Calyptorhynchus (2 raafkaketoes) |
|  |                                  |
|  | Zanda (3 raafkaketoes)           |
|  |                                  |

|  | Callocephalon (helmkaketoe)                                                       |
|  |                                                                                   |
|  | \| \| Eolophus (roze kaketoe) \| \| \| \| \| \| Cacatua (13 kaketoes) \| \| \| \| |
|  |                                                                                   |
|  | Eolophus (roze kaketoe)                                                           |
|  |                                                                                   |
|  | Cacatua (13 kaketoes)                                                             |
|  |                                                                                   |

|  | Eolophus (roze kaketoe) |
|  |                         |
|  | Cacatua (13 kaketoes)   |
|  |                         |

|  | Callocephalon (helmkaketoe)                                                       |
|  |                                                                                   |
|  | \| \| Eolophus (roze kaketoe) \| \| \| \| \| \| Cacatua (13 kaketoes) \| \| \| \| |
|  |                                                                                   |
|  | Eolophus (roze kaketoe)                                                           |
|  |                                                                                   |
|  | Cacatua (13 kaketoes)                                                             |
|  |                                                                                   |

|  | Eolophus (roze kaketoe) |
|  |                         |
|  | Cacatua (13 kaketoes)   |
|  |                         |

|  | Callocephalon (helmkaketoe)                                                       |
|  |                                                                                   |
|  | \| \| Eolophus (roze kaketoe) \| \| \| \| \| \| Cacatua (13 kaketoes) \| \| \| \| |
|  |                                                                                   |
|  | Eolophus (roze kaketoe)                                                           |
|  |                                                                                   |
|  | Cacatua (13 kaketoes)                                                             |
|  |                                                                                   |

|  | Eolophus (roze kaketoe) |
|  |                         |
|  | Cacatua (13 kaketoes)   |
|  |                         |

|  | Callocephalon (helmkaketoe)                                                       |
|  |                                                                                   |
|  | \| \| Eolophus (roze kaketoe) \| \| \| \| \| \| Cacatua (13 kaketoes) \| \| \| \| |
|  |                                                                                   |
|  | Eolophus (roze kaketoe)                                                           |
|  |                                                                                   |
|  | Cacatua (13 kaketoes)                                                             |
|  |                                                                                   |

|  | Eolophus (roze kaketoe) |
|  |                         |
|  | Cacatua (13 kaketoes)   |
|  |                         |

|  | Calyptorhynchus (2 raafkaketoes) |
|  |                                  |
|  | Zanda (3 raafkaketoes)           |
|  |                                  |

|  | Callocephalon (helmkaketoe)                                                       |
|  |                                                                                   |
|  | \| \| Eolophus (roze kaketoe) \| \| \| \| \| \| Cacatua (13 kaketoes) \| \| \| \| |
|  |                                                                                   |
|  | Eolophus (roze kaketoe)                                                           |
|  |                                                                                   |
|  | Cacatua (13 kaketoes)                                                             |
|  |                                                                                   |

|  | Eolophus (roze kaketoe) |
|  |                         |
|  | Cacatua (13 kaketoes)   |
|  |                         |

|  | Callocephalon (helmkaketoe)                                                       |
|  |                                                                                   |
|  | \| \| Eolophus (roze kaketoe) \| \| \| \| \| \| Cacatua (13 kaketoes) \| \| \| \| |
|  |                                                                                   |
|  | Eolophus (roze kaketoe)                                                           |
|  |                                                                                   |
|  | Cacatua (13 kaketoes)                                                             |
|  |                                                                                   |

|  | Eolophus (roze kaketoe) |
|  |                         |
|  | Cacatua (13 kaketoes)   |
|  |                         |

|  | Callocephalon (helmkaketoe)                                                       |
|  |                                                                                   |
|  | \| \| Eolophus (roze kaketoe) \| \| \| \| \| \| Cacatua (13 kaketoes) \| \| \| \| |
|  |                                                                                   |
|  | Eolophus (roze kaketoe)                                                           |
|  |                                                                                   |
|  | Cacatua (13 kaketoes)                                                             |
|  |                                                                                   |

|  | Eolophus (roze kaketoe) |
|  |                         |
|  | Cacatua (13 kaketoes)   |
|  |                         |

|  | Callocephalon (helmkaketoe)                                                       |
|  |                                                                                   |
|  | \| \| Eolophus (roze kaketoe) \| \| \| \| \| \| Cacatua (13 kaketoes) \| \| \| \| |
|  |                                                                                   |
|  | Eolophus (roze kaketoe)                                                           |
|  |                                                                                   |
|  | Cacatua (13 kaketoes)                                                             |
|  |                                                                                   |

|  | Eolophus (roze kaketoe) |
|  |                         |
|  | Cacatua (13 kaketoes)   |
|  |                         |

## Afbeeldingen

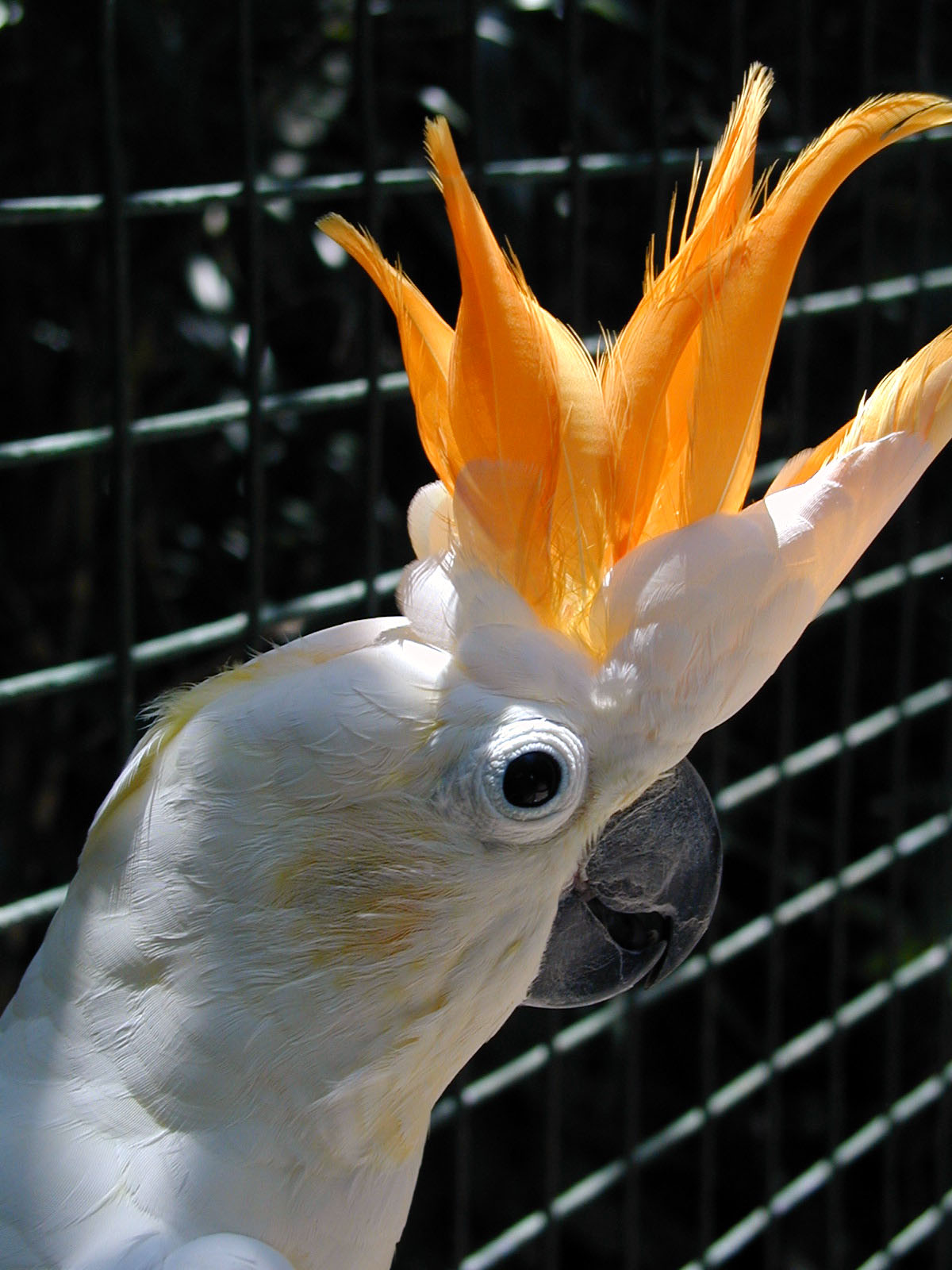
Oranjekuifkaketoe (Cacatua citrinocristata)
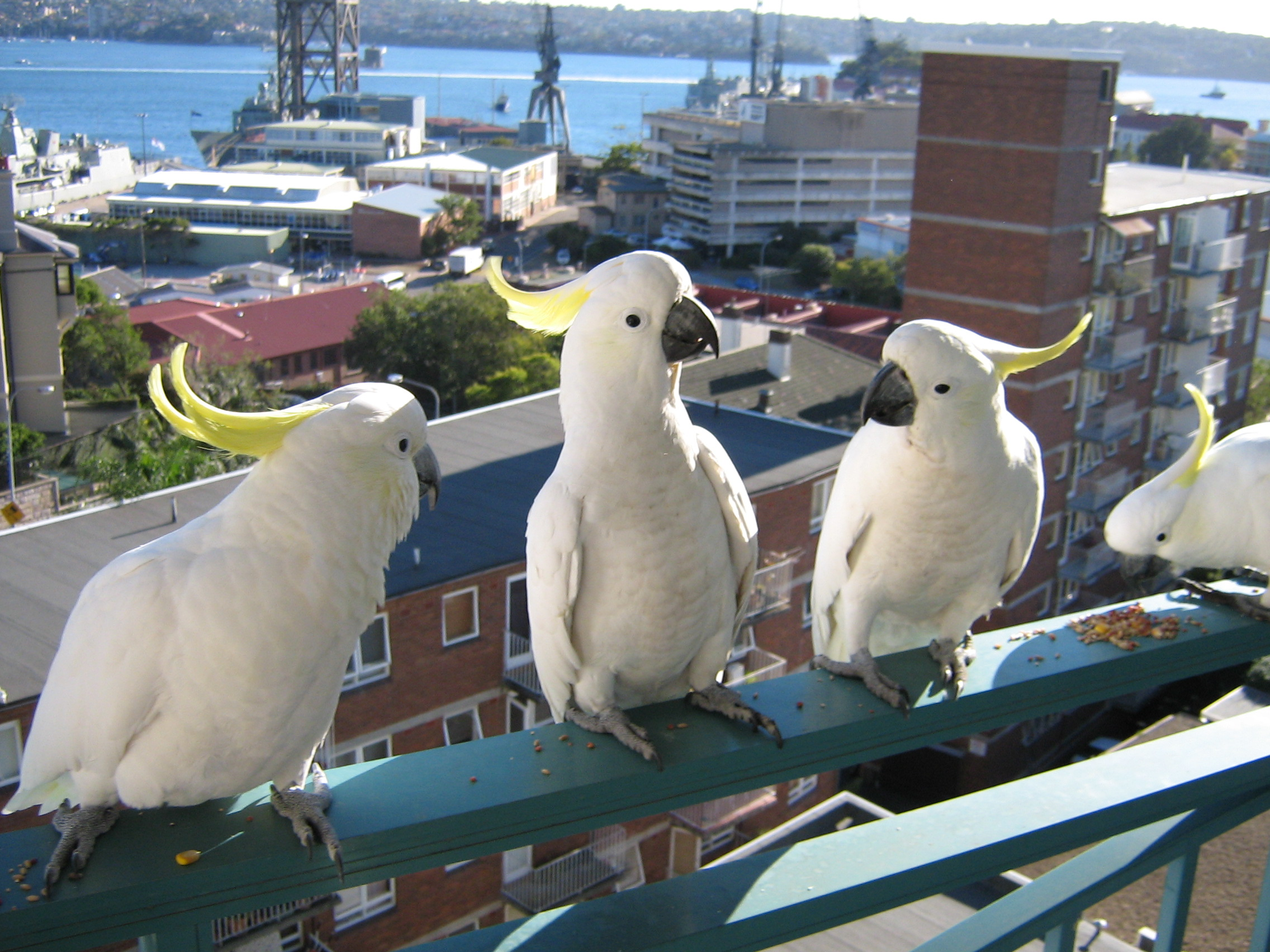
Grote geelkuifkaketoes als stadsvogel in Sydney (Cacatua galerita)
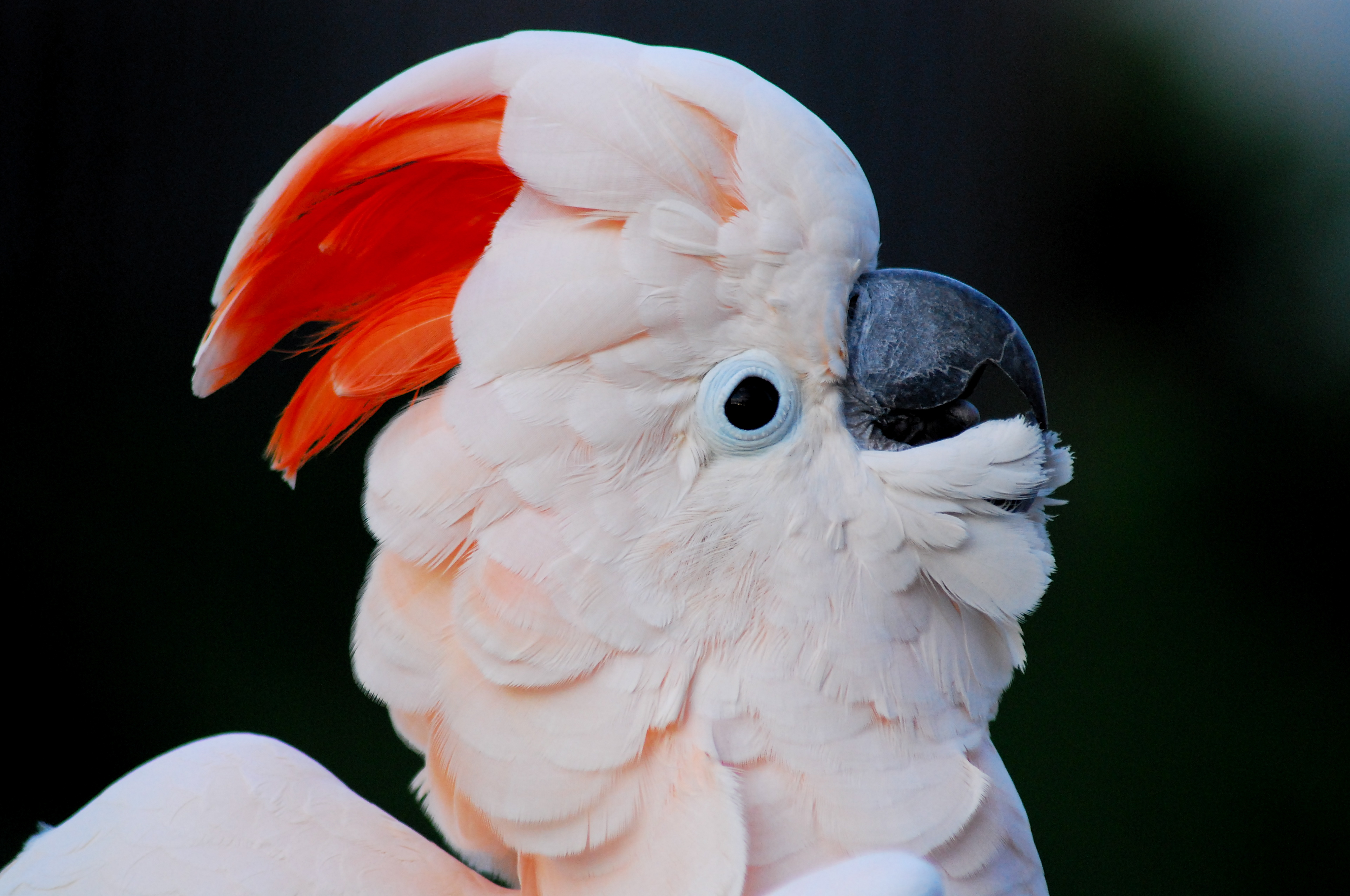
Molukkenkaketoe (Cacatua moluccensis)
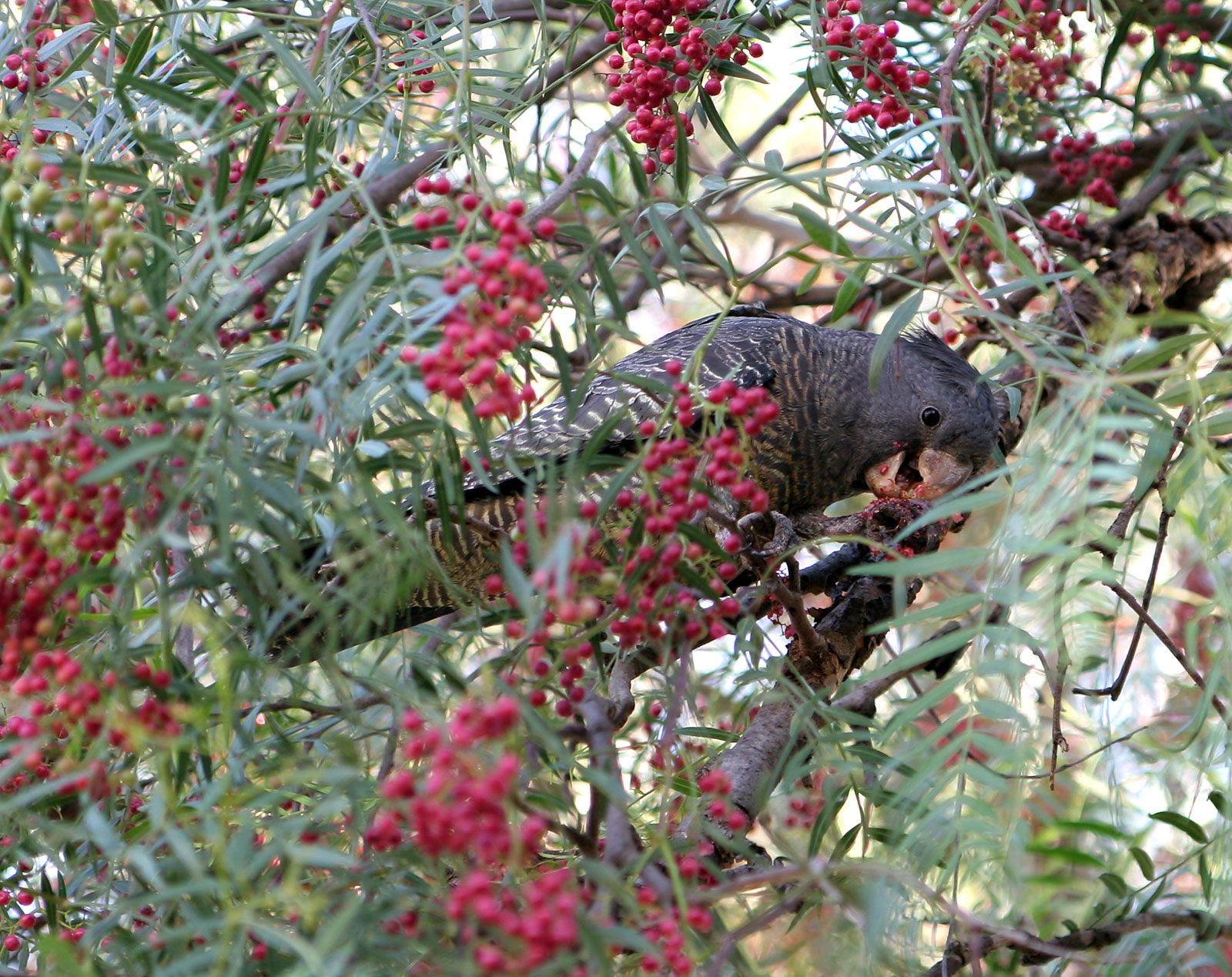
Deze Helmkaketoe eet vruchten in een boom (Callocephalon fimbriatum)
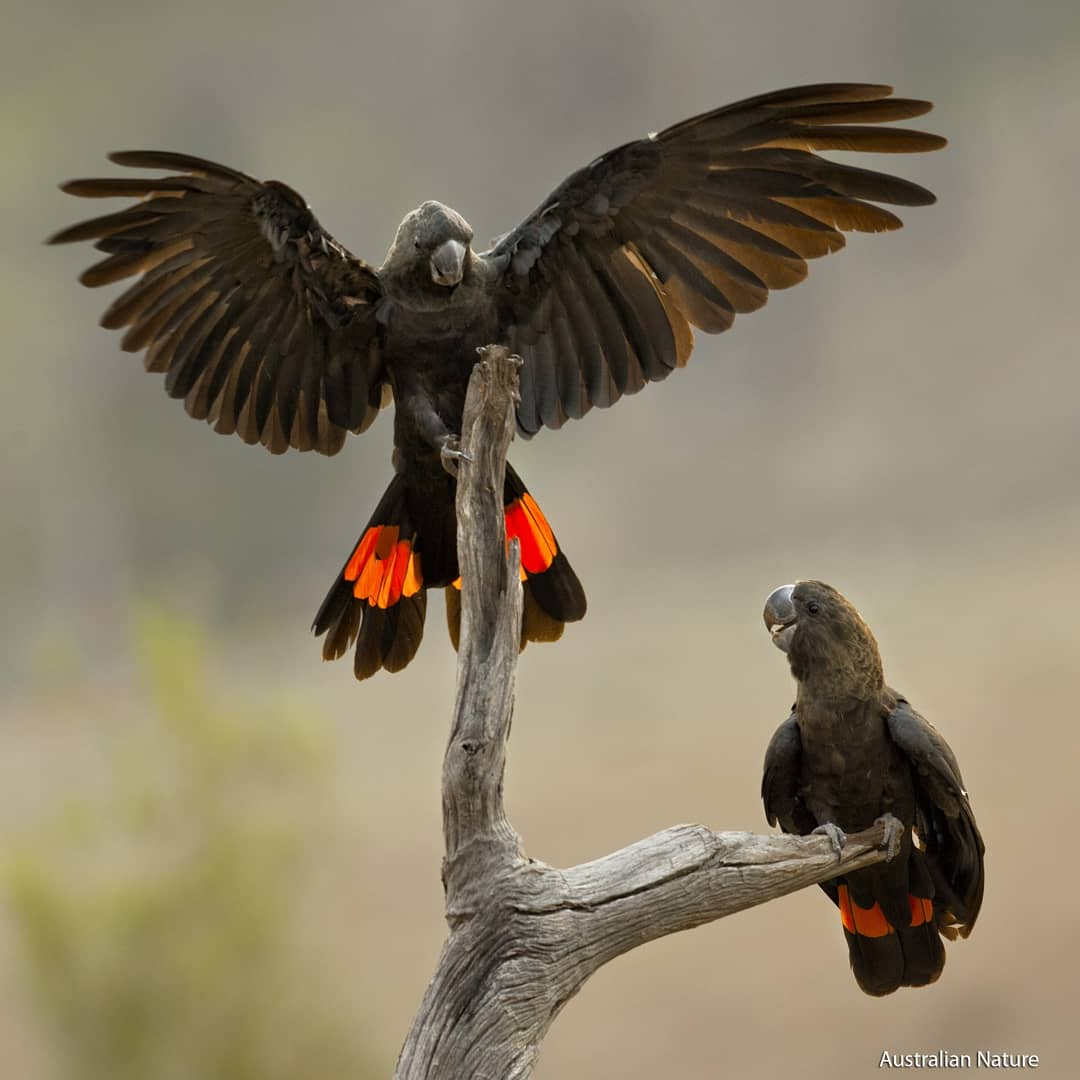
Bruine raafkaketoes (Calyptorhynchus lathami)
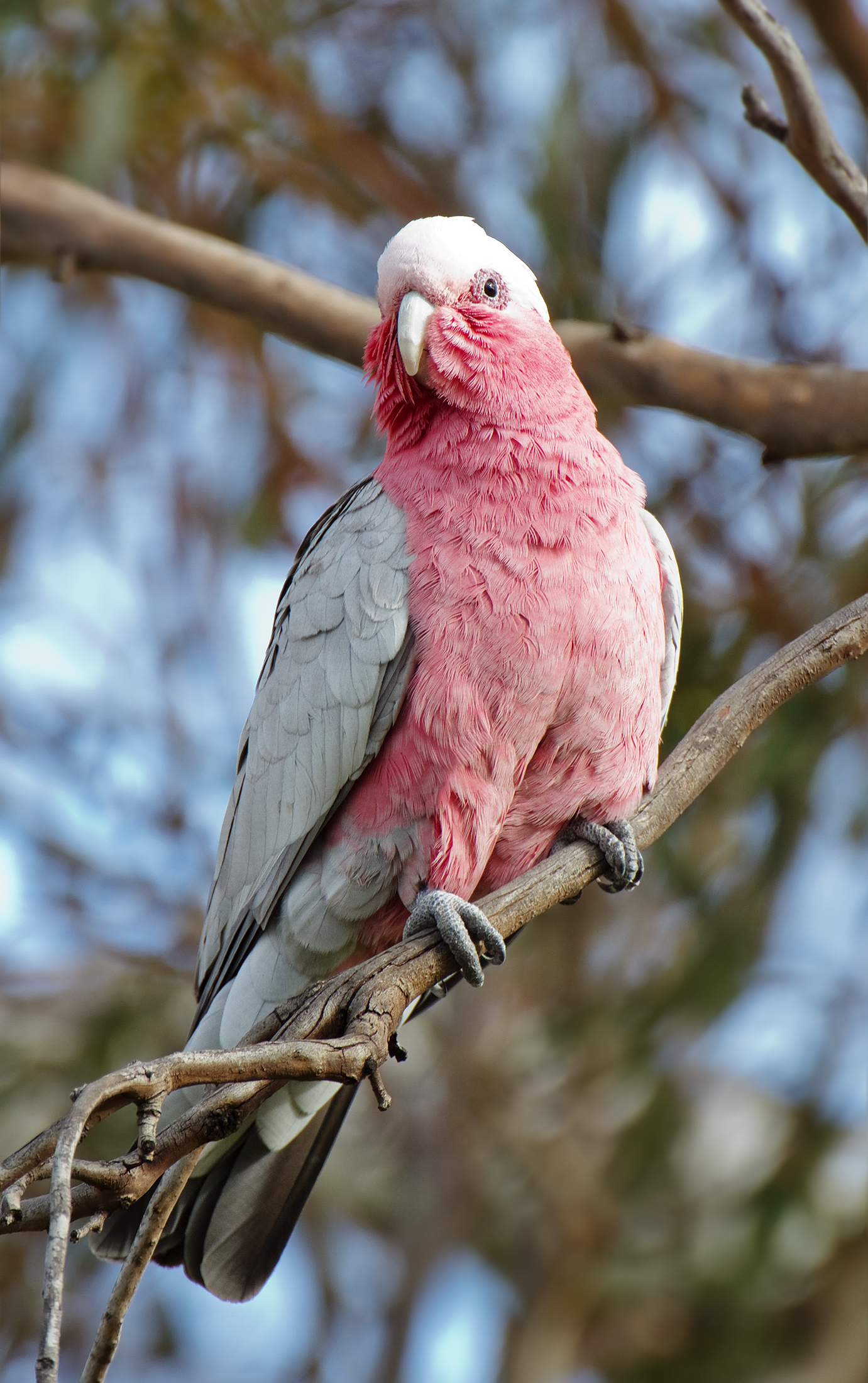
Roze kaketoe op Tasmanië (Eolophus roseicapilla)
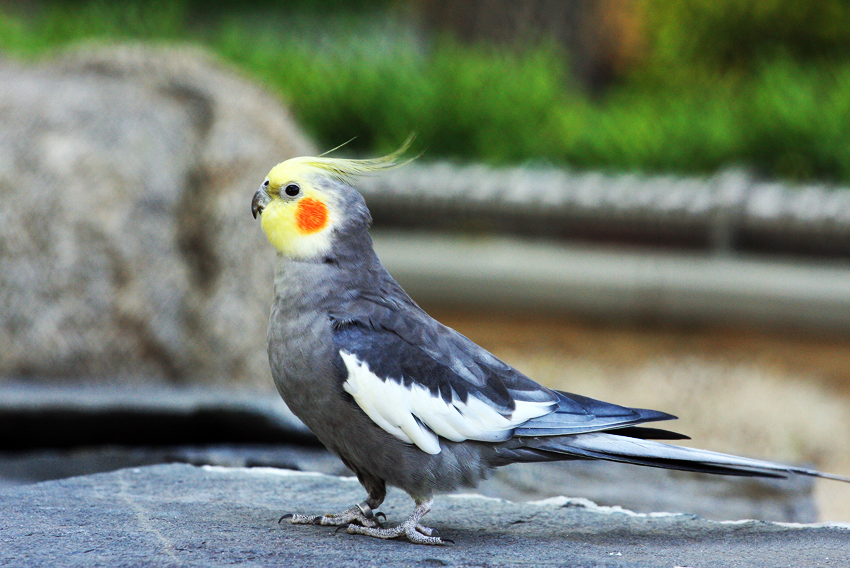
De valkparkiet is de kleinste kaketoe (Nymphicus hollandicus)
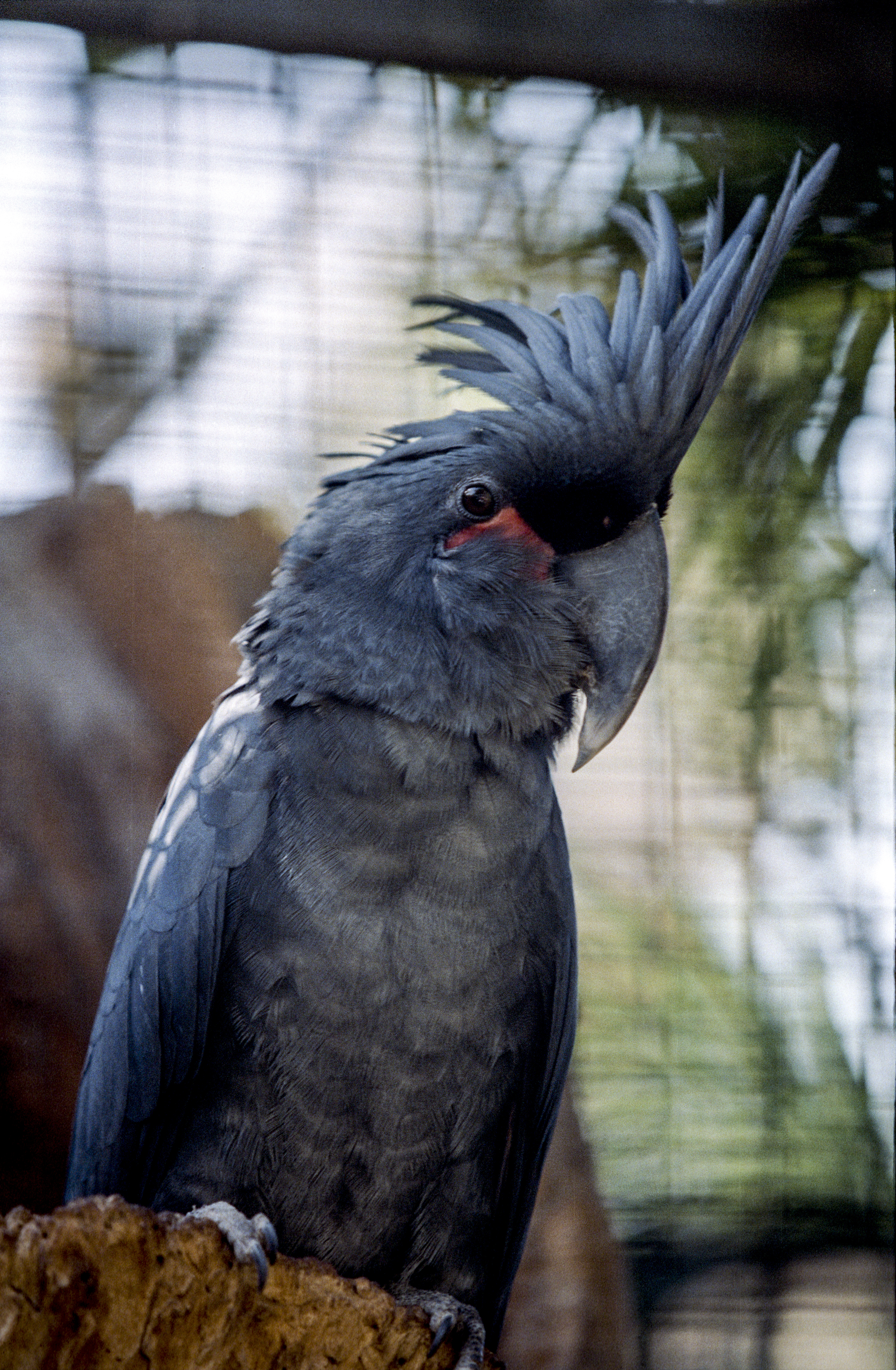
Zwarte kaketoe (Probosciger aterrimus)